# Світлосигнальна система аеродрому

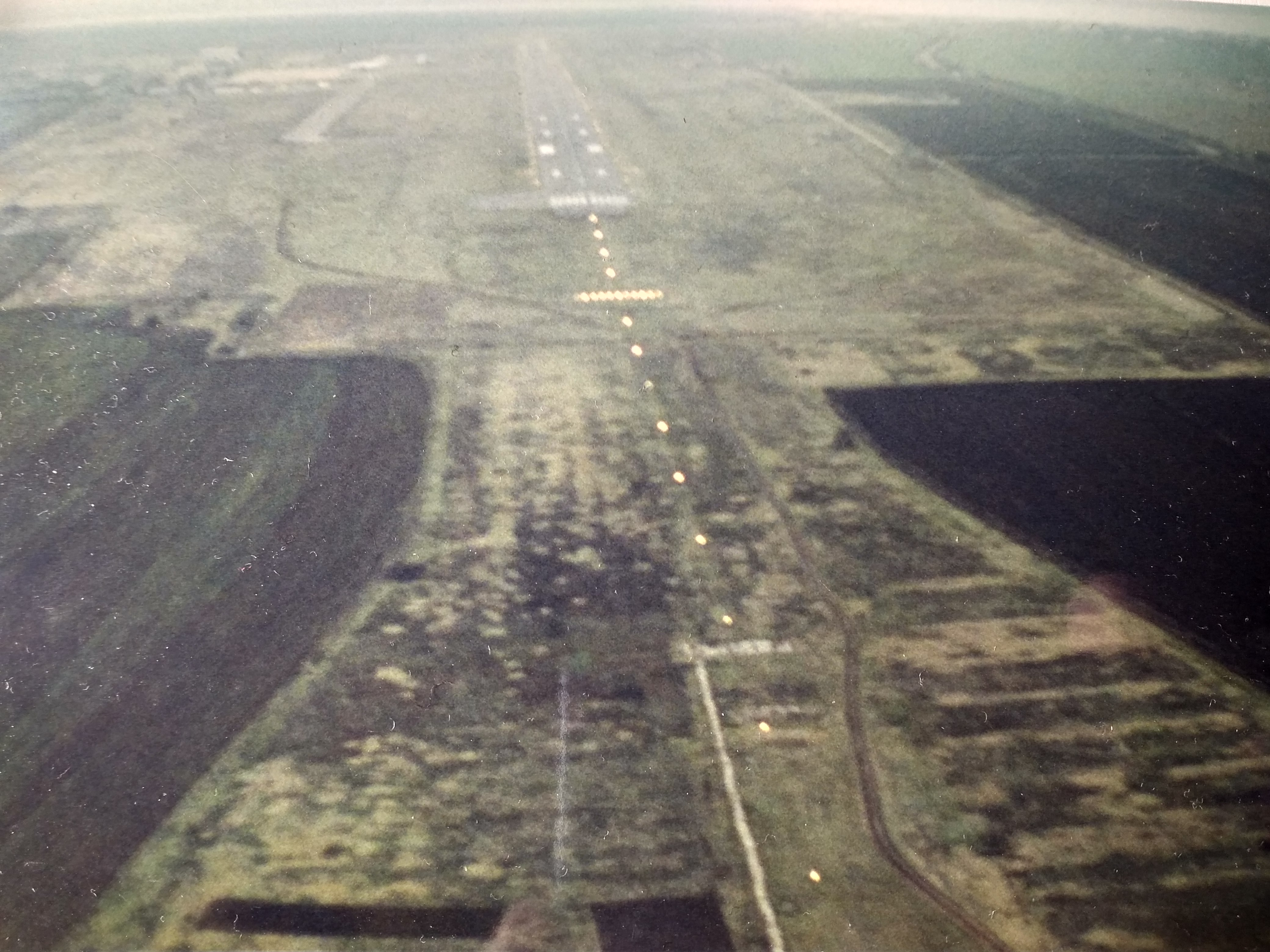
Світлосигнальна система М-2, Миколаїв, 1998 рік.

Світлосигнальна система аеродрому (ССА) ― призначена для пілотів повітряних суден під час здійснення ними посадки та зльоту, і вона є єдиним джерелом зорової інформації за складних погодних умов.
Система забезпечує світлове позначення злітно-посадкової смуги (ЗПС). Пілоти повинні постійно взаємодіяти з вогнями ССА під час посадки та зльоту і ухвалюють рішення про переривання маневру, у разі втрати зорового контакту з ними.
Світлосигнальна система аеродрому є складною та багатоелементною. Правильна робота усіх складових, є обов'язковою умовою створення потрібного рівня безпеки польотів. Аеродромні вогні є головними елементами підсистем ССА, які безпосередньо створюють світлосигнальну картину. У стандартах ІСАО (Міжнародна організація цивільної авіації) зазначено, що найбільш далекосяжним напрямком підвищення надійності світлосигнальної системи, є автоматизація контролю усіх елементів і, насамперед, аеродромних вогнів як найбільш чисельних, та найменш надійних.Для забезпечення відповідного рівня безпеки польотів під час зорового пілотування, потрібно, щоб усі вогні були працездатними, а стеження за їхнім технічним станом, обов'язково було автоматизованим. Для будь-якої підсистеми ССА, показником відмови треба вважати дві ознаки: кількісну та топологічну, тобто найбільшу допустиму кількість вогнів що не працюють у підсистемі, та їх взаємне розташування (тобто має значення - не світяться два вогні поспіль, чи вони не працюють в різних місцях світлосистеми). Світлосигнальні системи поділяються на ССА вогнів малої інтенсивності та ССА вогнів великої інтенсивності, отже вони розрізняються за яскравістю (потужністю) лампочок і кількістю вогнів у системі, та використовуються в аеропортах, залежно від категорії аеродрому.

## Структура

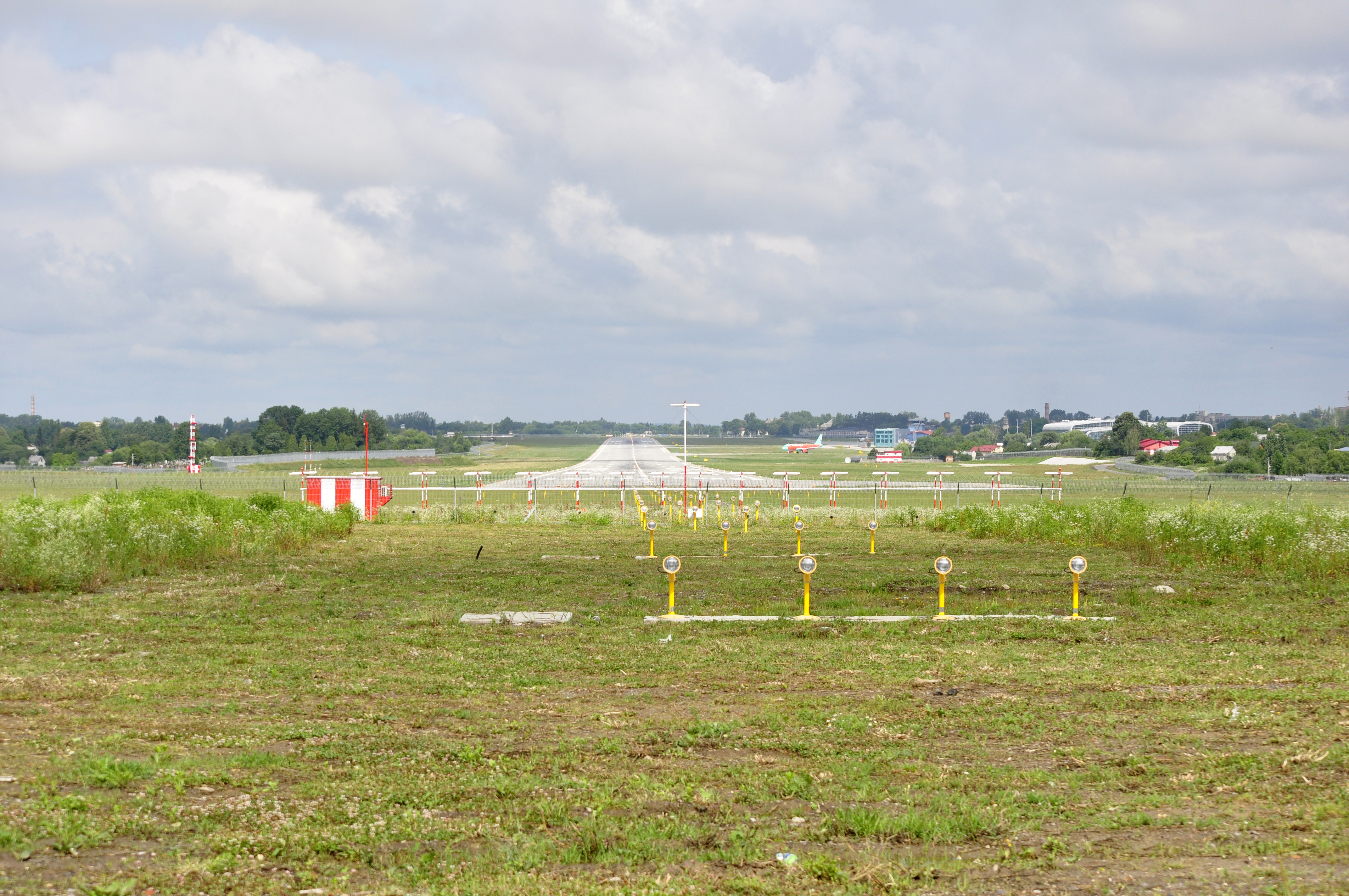
Світлосигнальна система Львівського аеропорту (ЗПС 31)

До ССА, зазвичай, входять: вогні наближення  (розташовані за межами ЗПС ― позначають її вісь, отже і напрямок руху повітряного судна), вогні горизонту (містяться перпендикулярно до осі ЗПС на відстані 150-300 метрів від краю злітної смуги та допомагають пілоту визначити крен літака), вхідні-обмежувальні вогні (біля краю ЗПС), вогні зони приземлення (зазвичай, на відстані 150 метрів від краю злітної смуги з боку посадки повітряного судна), осьові вогні (заглибного виду — монтуються у матеріал ЗПС), посадкові вогні (з боків злітної смуги) та вогні рульових доріжок (з боків РД). Колір вогнів використовується такий: вогні наближення, горизонтів та посадкові вогні ― прозорі; вхідні-обмежувальні вогні ― зелено-червоні (зелені показують пілоту під час посадки, що починається ЗПС, а червоні у разі злету, що злітна смуга закінчується; вогні останніх 600 метрів ЗПС ― жовті, а рульових доріжок — сині. 

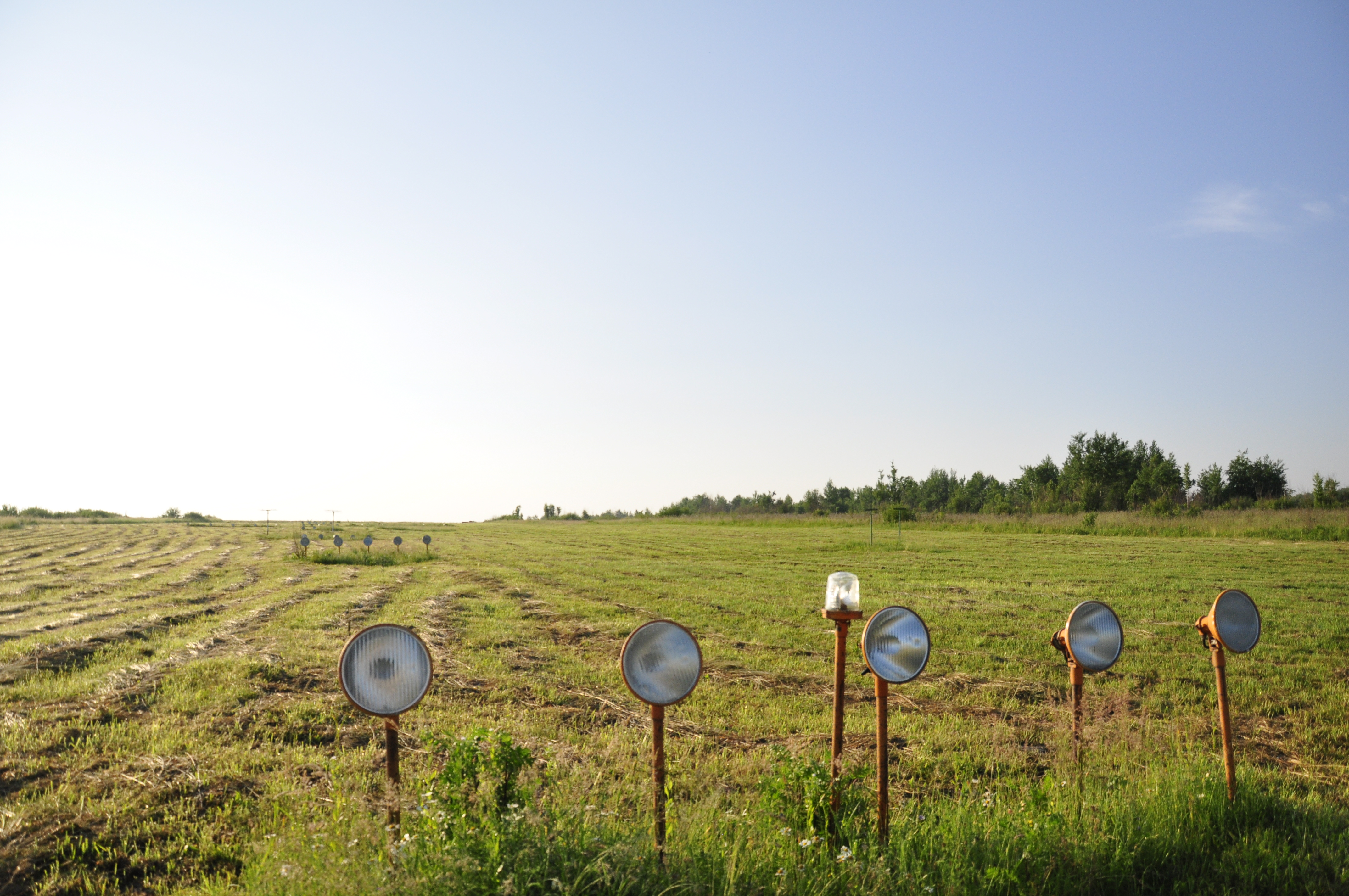
Лампи світлосигнального обладнання ЗПС10 в Івано-Франківську

Можуть встановлюватися і глісадні вогні. Вони призначені для надання даних щодо наведення на правильне зниження літака, під час заходу на посадку за допомогою зорових засобів. Ці вогні можна побачити на відстані до 8 кілометрів вдень та з 32 кілометрів вночі.  
На закордонних аеродромах, на підставі норм International Civil Aviation Organization (ICAO) і Federal Aviation Administration, прийнято три ступеня інтенсивності ССО (світлосигнального обладнання) ― RL, MIRL, HIRL (Low, Middle, High). До того-ж, розрізняють: REIL ― обмежувальні вогні ― в секторі 15 градусів; RAIL ― вогні входу у створ ЗПС (біжучі); RAI ― покажчик створу ЗПС; RCLM ― центр ЗПС; RLLS ― підхід до ЗПС; GL ― осьова лінія ЗПС; ALSF ― вогні підходу (проблискові); CALLVERT ― вогні високої інтенсивності (ВВІ). Винятковою особливістю керування повітряним рухом в закордонних сучасних аеропортах, є можливість пілота своєчасно змінювати яскравість світіння вогнів на полі аеродрому по радіоканалу з борта ЛА.
Додатково, ССА можуть доповнювати також світлові покажчики (табло зі стрілкою напрямку руху повітряного судна, або номером РД). ССА стосуються також: кабельні системи, ізолювальні трансформатори та регулятори яскравості, які в автоматичному режимі підтримують сталий струм  у кабельних кільцях і завдяки цьому, забезпечують нормативну яскравість вогнів. 
Світлосигнальні системи відносяться до особливої групи першої категорії електроспоживачів, тож їхнє електроживлення повинно здійснюватися від двох незалежних, обладнаних АВР (автоматичне ввімкнення резерву), джерел електропостачання (двох підстанцій), та одного аварійного джерела (зазвичай, дизель-генератора  потрібної потужності).

## Цікаві факти
2019 року успішно пройшла державні випробування (була перевірена і на міжнародних навчаннях “Чисте небо – 2018”, що відбулись у жовтні 2018-го року) світлосигнальна система «Фотон» цілком українського виробництва (Тернопільська «Ватра») ― єдина у світі система світлосигнального обладнання, яка повністю виготовлена на основі світлодіодних ламп.
ССА дозволяє льотчику бачити летовище на відстані понад сорок кілометрів. Водночас, комплекс є ще й пересувним ― до того ж, обладнання має гарантію п’ять років, або п’ять тисяч годин.
Новинку суто українського виробництва, вже успішно використовують військові авіатори з Хмельниччини, Харківщини, Черкащини та Волині. Ще два аеродроми — у найближчих планах.